# ПЗ-90
Параметри Землі 1990 року (ПЗ-90) — система геодезичних параметрів, що включає фундаментальні геодезичні сталі, параметри загальноземного еліпсоїда, параметри гравітаційного поля Землі, геоцентричну систему координат і параметри її зв'язку з іншими системами координат. Використовується в цілях геодезичного забезпечення орбітальних польотів і рішення навігаційних завдань (зокрема, для забезпечення роботи глобальної навігаційної супутникової системи ГЛОНАСС). ПЗ-90 замінила попередні набори ПЗ-77 і ПЗ-85 і є альтернативою WGS84.
Існує уточнена версія — ПЗ-90.02, що є системою «взаємоузгоджених геодезичних параметрів, що включають фундаментальні геодезичні сталі, параметри загальноземного еліпсоїда, параметри гравітаційного поля Землі, загальноземну систему координат і параметри її зв'язку з іншими системами координат за станом на 1 січня 2002 року».
Версія ПЗ-90.11 ґрунтується на Міжнародній земній системі координат.
За відлікову поверхню в ПЗ-90.02 і ПЗ-90.11 прийнятий загальноземний еліпсоїд з наступними основними геометричними характеристиками:
- велика піввісь дорівнює 6 378 136 ± 1 м;
- стискування еліпсоїда становить 1/298,25784 ± 0,001;
- центр еліпсоїда поєднаний з початком геоцентричної системи координат.

## Ресурси Інтернету
- Геодезические константы и параметры общеземного эллипсоида ПЗ-90.02[недоступне посилання з квітня 2019] с сайта Информационно-аналитического центра ФГУП ЦНИИмаш [Архівовано 17 травня 2014 у Wayback Machine.].